# Davydov-Aufspaltung
Die Davydov-Aufspaltung bezeichnet eine Aufspaltung von Energieniveaus des elektronischen Systems in Molekülkristallen. Sie ist eine Folge der Austauschwechselwirkung innerhalb einer Einheitszelle und führt zu einer Z-fachen Aufspaltung der Exzitonenniveaus, wenn Z die Zahl der Moleküle pro Einheitszelle ist. Sie ist benannt nach Alexander Sergejewitsch Dawydow.

## Vorkommen
Die Davydov-Aufspaltung tritt in Molekülkristallen auf, die aus mehr als einem Molekül pro Einheitszelle bestehen. Voraussetzung ist, dass die Bindungen zwischen den Molekülen deutlich schwächer sind als die Bindungen innerhalb der Moleküle, was insbesondere in organischen Festkörpern der Fall ist, wo die Moleküle untereinander nur durch die Van-der-Waals-Wechselwirkung gebunden sind.

## Herleitung
Man betrachtet ein Exzitonenniveau in einem zunächst isolierten Molekül. Fügt man Z Moleküle dieser Sorte zusammen, so spaltet das betrachtete Niveau aufgrund der Austauschwechselwirkung Z-fach auf, wodurch die energetische Entartung aufgehoben wird. Die so entstandenen Niveaus bezeichnet mal als Davydov-Niveaus. Die Energiedifferenz zwischen zwei Davydov-Niveaus bezeichnet man mit {\displaystyle \Delta _{D}}. Das quantenmechanische Dipolmoment der dazugehörigen Zustände ist i. A. verschieden.
Fügt man nun N solche identisch konstruierten Einheitszellen zu einem Kristall zusammen, so fächert jedes Davydov-Niveau wiederum N-fach auf. N liegt dabei typischerweise in der Größenordnung 1023. Ist diese Auffächerung kleiner als die Aufspaltung der Davydov-Niveaus, so entstehen Z getrennte Davydov-Bänder, je ein Band pro Davydov-Niveau. In diesem Fall spricht man von Davydov-Aufspaltung.

## Nachweis
Die Davydov-Aufspaltung kann mit allen üblichen spektroskopischen Methoden aus der Festkörperphysik nachgewiesen werden. Insbesondere der optische Nachweis mittels Photonen aus dem sichtbaren Spektralbereich (Absorptionsspektroskopie, Fluoreszenzspektroskopie …) ist geeignet, da mit Hilfe von polarisiertem Licht Davydov-Niveaus mit unterschiedlichen Dipolmomenten getrennt nachgewiesen werden können.